# Май Лонг
Май Лонг (вьет. Mai Long, р. 1930 или 1931, Хайфон, Французский Индокитай) — вьетнамский художник и мультипликатор. Заслуженный артист Вьетнама.

## Биография
Май Лонг родился в 1930 году в Хайфоне.
В 1945—1954 годах активно участвовал в боях Сопротивления против французских колонизаторов.
Учиться живописи начал в 1948 году под руководством То Нгок Вана. В 1950 поступил, в 1954 году окончил художественное училище, в 1961—1966 годах учился в Ханойском университете изящных искусств, закончив его.
С 1964 года начал заниматься анимацией и после окончания университета поступил на работу на студию кукольных мультфильмов. В 1967 году участвовал в создании первого вьетнамского цветного мультфильма, впоследствии был главным художником и режиссёром многих мультфильмов на темы народных легенд.
Является членом Ассоциации художников Вьетнама.
Многие его картины выставлены не только в музеях Вьетнама, но и в музеях ряда других стран, в особенности Франции и России (Музей искусства народов Востока в Москве, Пензенский музей изобразительных искусств и так далее), а также в частных коллекциях. Художник неоднократно получал премии на национальных выставках живописи, его работы также выставлялись и за рубежом (в СССР 1980-х годов, а также во Франции, Италии, Южной Корее, Малайзии, Сингапуре, Гонконге, Канаде, Чехословакии и так далее).
В создании своих картин Май Лонг сочетает традиции национальной живописи и современные технологии; картины написаны в основном акварелью на шёлке, причём используется шёлк, различный по плотности и фактуре, а натягивает шёлк не на бумагу, а на подрамник, нанося на сухой шёлк лишь чёткие контуры переднего плана, выполняя затем основную часть работы на мокром шёлке. В некоторых его ранних работах заметно влияние европейского импрессионизма. Темой большей части его работ является природа Вьетнама (рисовые поля, пейзажи побережий и так далее), а также сюжеты из вьетнамской мифологии и политические карикатуры.

## Фильмография
- Đêm trăng rằm (1964)
- Bài ca trên vách núi (1967)
- «Легенда о Зёнге» / Chuyện ông Gióng (1970)[6][7] — сценарий То Хоай, режиссёр Нго Мань Лан, приз МКФ в Лейпциге в 1971.
- Kặm Phạ, Nàng Ngà (1971)
- Sơn Tinh, Thủy Tinh (1972)
- Lâu đài hạnh phúc (1974)
- Mầm lá xanh (1974)
- Rừng hoa (1974)
- Tôm nhỏ và hải quỳ (1975)
- Giấc mơ bay (1976)
- Thành phố tùy ý muốn (1979)
- «Ау Ко и Лак Лонг Куан» / Âu Cơ và Lạc Long Quân (1980) — сценарий Чан Нгок Тхань[вьет.], режиссёр Nghiêm Dung, художник-мультипликатор Vũ Hòa.

## Выставки
- 2010 Exhibition at Exchange Square in Hong Kong.
- 2011 September, Exhibition in Paris
- 2011 Exhibition in Florence — Italy
- 2012 March, Exhibition in Florence,Venice — Italy
- 2012 October, Exhibition in Malaysia
- 2012 December, Exhibition in Korea.
- 2012 December, Exhibition in Singapore.